# Txetuk
Txetuk - Четук (rus) és un possiólok, un poble, de la República d'Adiguèsia, a Rússia. Es troba a 18,4 km a l'oest de Ponejukai i a 81 km al nord-oest de Maikop, la capital de la república.
Pertany al municipi de Ptxegatlukai.